# Retaule de Santa María la Real de Nájera
El Retaule de Santa María la Real de Nájera és un tríptic obra del primitiu flamenc Hans Memling, un autor d'origen alemany que va tenir taller a Bruges a la segona meitat del segle xv. L'obra va ser encarregada per mercaders espanyols per al monestir de Santa María la Real de Nájera. Només s'ha conservat una part de l'obra que va estar abandonada fins que el segle xix es va vendre al museu d'Anvers.
S'ha considerat que és una obra d'una certa avantguarda cap al gran art decoratiu del Renaixement.

## Context històric
L'obra va ser encarregada el 1487 pels cònsols dels mercaders espanyols a Bruges Pedro i Antonio de Nájera per a decorar l'orgue de Santa María la Real de Nájera, antic panteó dels reis de Navarra. Alguns adorns de les 17 figures (més grans que la mida natural) ostenten les armes de Castella i de Lleó. L'obra original era considerablement més gran i al panell central estava representada l'Assumpció de la Mare de Déu; la part conservada correspon a l'àtic del retaule. Va ser la primera obra en la qual Memling va treballar amb algun col·laborador, i només se n'ha conservat el Crist rodejat d'àngels músics.
Després d'estar abandonat durant quatre segles, el 1885 va ser comprat per un antiquari i venut al govern belga que ho va lliurar al Museu Reial de Belles Arts (Anvers).

## Descripció
L'obra fa una exposició dels instruments musicals que formaven les orquestres religioses fins a finals del segle xv de la mà de deu àngels músics i sis cantors. L'escena s'inspira en el passatge de l'Evangeli de Sant Mateu on diu: «Quan el Fill de l'home vindrà ple de glòria, acompanyat de tots els àngels, s'asseurà en el seu tron gloriós», ［Mt 25:31-46］un passatge que prefigura la part del Judici Final que té la figura del Redemptor.
El panell central mostra Crist mirant cap avall i beneint la seva mare, amb tres àngels a cada costat. Cada trio té un pesat llibre, una mica més petit que els llibres de cant de fulles grans típics del gòtic. Les dues ales mostren àngels tocant instruments, cinc a cada costat, a l'ala esquerra de l'exterior cap al centre, hi ha: saltiri, tromba marina, el llaüt, trompeta doblegada i una xeremia, i a l'ala dreta, de fora a dins: violí, arpa, òrgan portàtil, trompeta doblegada i trompeta recta.
Els panells són de 170 cm d'alt, de manera que els àngels, o el que podem veure d'ells perquè els núvols els oculten del genoll en avall, són gairebé de mida natural.
El realisme amb què es mostren els instruments ha permès als fabricants basar-se en aquesta pintura per a realitzar reconstruccions d'ells.